# Плоское (Винницкая область)
Пло́ское (укр. Плоске) — село на Украине, находится в Мурованокуриловецком районе Винницкой области.
Код КОАТУУ — 0522885201. Население по переписи 2001 года составляет 567 человек. Почтовый индекс — 23454. Телефонный код — 4356.
Занимает площадь 4,291 км².

## Религия
В селе действует Свято-Димитриевский храм Мурованокуриловецкого благочиния Могилёв-Подольской епархии Украинской православной церкви. В Млиновке действует Свято-Успенский храм.

## Адрес местного совета
23454, Винницкая область, Мурованокуриловецкий р-н, с. Плоское, ул. Шевченко, 4